# Constantia (CDP)
Constantia és una concentració de població designada pel cens dels Estats Units a l'estat de Nova York. Segons el cens del 2000 tenia 1.107 habitants.

## Demografia
Segons el cens del 2000, Constantia tenia 1.107 habitants, 436 habitatges, i 303 famílies. La densitat de població era de 200,7 habitants/km².
Dels 436 habitatges en un 35,1% hi vivien nens de menys de 18 anys, en un 54,8% hi vivien parelles casades, en un 8,7% dones solteres, i en un 30,3% no eren unitats familiars. En el 23,4% dels habitatges hi vivien persones soles el 8,3% de les quals corresponia a persones de 65 anys o més que vivien soles. El nombre mitjà de persones vivint en cada habitatge era de 2,54 i el nombre mitjà de persones que vivien en cada família era de 2,98.
Per edats la població es repartia de la següent manera: un 27,3% tenia menys de 18 anys, un 6% entre 18 i 24, un 30,5% entre 25 i 44, un 25,8% de 45 a 60 i un 10,4% 65 anys o més.
L'edat mediana era de 38 anys. Per cada 100 dones de 18 o més anys hi havia 100,7 homes.
La renda mediana per habitatge era de 41.307 $ i la renda mediana per família de 44.844 $. Els homes tenien una renda mediana de 30.568 $ mentre que les dones 22.417 $. La renda per capita de la població era de 16.279 $. Entorn del 4% de les famílies i el 8,6% de la població estaven per davall del llindar de pobresa.